# والتر ریگز (ورزشکار)
والتر ریگز (انگلیسی: Walter Riggs; ۱ ژانویهٔ ۱۸۷۷ – ۱۰ نوامبر ۱۹۵۱) قایقران، و قایقران قایق بادبانی اهل بریتانیا بود.